# Self Collection 〜15 Currents〜
『Self Collection 〜15 Currents〜』（セルフ コレクション フィフティーン　カレンツ）は、2004年4月28日に発売されたMY LITTLE LOVERのベストアルバム。発売元はトイズファクトリー。

## 概要
デビュー10周年を記念してリリースされたベスト盤。メンバーの意見に沿って厳選された楽曲が収録されている。シングル曲は「Private eyes」と「Survival」のみである。
オリジナル盤はブックケース仕様だったが、2008年にエイベックスから再発された際、通常のプラケースに再デザインされている。
同年度で、小林武史がメンバーから脱退（側らプロデュースとして制限）や、所属レコード会社・トイズファクトリーとの契約を終了した事により、実質上、同レコード会社からリリースした作品は本作が最後となっている（後に2015年に発売したアルバム『re:evergreen』にて復帰）。
以降、My Little Loverとしての活動はakkoのみのソロ・プロジェクトとなり、レコード会社はエイベックス内傘下レーベルOORONG RECORDSからの発売となる。（2014年まで）

## 収録曲
| 全作詞・作曲・編曲: 小林武史（特記以外）。 |                                                     |                       |                       |      |
| #                                          | タイトル                                            | 作詞                  | 作曲・編曲            | 時間 |
| 1.                                         | 「めぐり逢う世界」(作詞: 小林武史 & akko)           | 小林武史 （特記以外） | 小林武史 （特記以外） | 5:01 |
| 2.                                         | 「アスプレイ 〜晴れた日の空に〜～」(作曲: 藤井謙二) | 小林武史 （特記以外） | 小林武史 （特記以外） | 4:44 |
| 3.                                         | 「赤いグライダー」                                  | 小林武史 （特記以外） | 小林武史 （特記以外） | 4:16 |
| 4.                                         | 「ロンリーハート」                                  | 小林武史 （特記以外） | 小林武史 （特記以外） | 4:59 |
| 5.                                         | 「スロウな恋」                                      | 小林武史 （特記以外） | 小林武史 （特記以外） | 5:16 |
| 6.                                         | 「My sweet lord」                                   | 小林武史 （特記以外） | 小林武史 （特記以外） | 4:26 |
| 7.                                         | 「Free」                                            | 小林武史 （特記以外） | 小林武史 （特記以外） | 5:30 |
| 8.                                         | 「evergreen」                                       | 小林武史 （特記以外） | 小林武史 （特記以外） | 5:41 |
| 9.                                         | 「新しい愛のかたち」                                | 小林武史 （特記以外） | 小林武史 （特記以外） | 4:56 |
| 10.                                        | 「Private eyes」(作詞: akko)                        | 小林武史 （特記以外） | 小林武史 （特記以外） | 5:17 |
| 11.                                        | 「Survival」                                        | 小林武史 （特記以外） | 小林武史 （特記以外） | 5:07 |
| 12.                                        | 「回廊を抜けて」                                    | 小林武史 （特記以外） | 小林武史 （特記以外） | 5:16 |
| 13.                                        | 「Delicacy」                                        | 小林武史 （特記以外） | 小林武史 （特記以外） | 5:42 |
| 14.                                        | 「STARDUST」                                        | 小林武史 （特記以外） | 小林武史 （特記以外） | 5:20 |
| 15.                                        | 「遠い河」                                          | 小林武史 （特記以外） | 小林武史 （特記以外） | 5:40 |
| 合計時間:                                  | 合計時間:                                           | 77:11                 |                       |      |

### 楽曲解説
1. めぐり逢う世界
1stアルバム「evergreen」収録曲。
2. アスプレイ 〜晴れた日の空に〜
4thアルバム「Topics」収録曲。
3. 赤いグライダー
4thアルバム「Topics」収録曲。
4. ロンリーハート
コンセプトアルバム「The Waters」収録曲。
5. スロウな恋
アコースティックアルバム「organic」収録曲。
6. My sweet lord
8thシングル「Shuffle」のカップリング曲。
7. Free
1stアルバム「evergreen」収録曲。
8. evergreen
1stアルバム「evergreen」収録曲。
9. 新しい愛のかたち
13thシングル「shooting star 〜シューティングスター〜」のカップリング曲。
10. Private eyes
9thシングル。
11. Survival
15thシングル。アルバム初収録。
12. 回廊を抜けて
2ndアルバム「PRESENTS」収録曲。
13. Delicacy
3rdシングル「Hello, Again 〜昔からある場所〜」のカップリング曲。
シングルバージョンはアルバム初収録。
14. STARDUST
3rdアルバム「NEW ADVENTURE」収録曲。
15. 遠い河
2ndアルバム「PRESENTS」収録曲。